# Норд-Бевеланд
Норд-Бевеланд (нидерл. и зел. Noord-Beveland) — остров и община в Нидерландах.

## География
Остров и община Норд-Бевеланд находятся на крайнем юго-западе Нидерландов, в провинции Зеландия, у побережья Северного моря. Севернее его находится река Восточная Шельда, южнее — Версе-Мер отделяет его от полуострова Зюд-Бевеланд. Остров представляет очень низкую равнину, высота его над уровнем моря составляет всего 1 метр. Норд-Бевеланд соединён двумя дамбами с материком и полуостровом Валхерен. Через Восточную Шельду от острова к Зирикзе проложен Остерсхелдекеринг — второй по величине мост в Европе. Норд-Бевеланд соединён с соседним островом-общиной Схаувен-Дёйвеланд Зеландским мостом — самым длинным мостом в Европе с 1965 по 1972 год и самым длинным мостом Нидерландов с 1965 года по настоящее время.
Община Норд-Бевеланд была основана в 1995 году путём объединения соседних общин Кортгене и Виссенкерке. Ратуша её находится в Виссенкерке.

## История
В древнеримские времена на острове Норд-Бевеланд находился храм кельто-германской богини Нехаленнии, покровительницы рыбаков и моряков. Вокруг него возникло торговое поселение Гануэнта. Однако в конце III века, вследствие периодических нападений германцев и постоянных наводнений, остров обезлюдел. Начиная приблизительно с 700 года население постепенно возвращается в эти места. После сильнейшего наводнения 1014 года на Норд-Бевеланде начинаются работы по строительству каналов и защитных дамб. В 1100 году здесь строится первая на острове церковь. После сильнейшего наводнения 1134 года Норд-Бевеланд был уже полностью защищён плотинами. Однако наводнение 1532 года (Элизабетфлуд) разрушило все здания на острове. Только башни церквей в Кортгене и Виссеркерке возвышались над водами. 1 февраля 1953 года Норд-Бевеланд вновь пострадал в результате сильного наводнения.
Население Норд-Бевеланда происходит преимущественно из других частей Зеландии, а также это потомки переселенцев из Голландии, Фландрии, Лимбурга, Брабанта, Англии, Шотландии, Германии, Франции и Швейцарии.